# Wereldkampioenschap snooker
Het wereldkampioenschap snooker (Engels: World Snooker Championship) is sinds 1927 het belangrijkste toernooi in de snookersport, waar alle topspelers aan deelnemen. Het wordt sinds 1977 gehouden in het Crucible Theatre in Sheffield (Verenigd Koninkrijk). Het toernooi begint midden april en eindigt op de eerste maandag van de maand mei m.u.v. de editie van 2020 die vanwege de coronapandemie die dat jaar uitbrak in de zomer werd gespeeld. Deze begon op 31 juli en eindigde op 16 augustus (dat jaar werden vanwege de coronapandemie van maart t/m juli alle sportwedstrijden afgelast). Het toernooi wordt georganiseerd door de WPBSA.
De belangrijkste grondlegger van het wereldkampioenschap is Joe Davis, die de eerste veertien jaar onafgebroken de winnaar was. Andere meervoudige winnaars zijn Fred Davis (broer van Joe), Walter Donaldson, John Pulman, Ray Reardon, John Spencer, Alex Higgins, Steve Davis, Stephen Hendry, Mark Williams, Ronnie O'Sullivan, John Higgins, en Mark Selby.
Tijdens de Tweede Wereldoorlog werd het toernooi niet gehouden. In de periode 1952 - 1963 werd het toernooi ook niet gehouden, vanwege een conflict tussen de Professional Billiards Players' Association (PBPA) en de Billiards Association and Control Council (BACC). Door de PBPA werd in de periode 1952 - 1957 een niet-officieel alternatief toernooi georganiseerd, het World Professional Match-play Championship.
Een legendarische finale was die van 1985 tussen Dennis Taylor en Steve Davis. Davis bouwde een grote voorsprong op, maar Taylor kwam op een indrukwekkende manier terug, hoewel hij gedurende de hele wedstrijd geen enkele maal op voorsprong stond. Uiteindelijk werd de finale beslist door de laatste zwarte bal. Na een paar mislukte pogingen van beide spelers potte Taylor hem uiteindelijk. De finale werd door bijna 20 miljoen kijkers bekeken, na middernacht.
In 2005 werd Shaun Murphy pas de tweede qualifier (die dus niet rechtstreeks in het hoofdtoernooi mocht starten) die het wereldkampioenschap won, na Terry Griffiths in 1979. In totaal werd bijna twee miljoen euro verdeeld onder de deelnemers; de winnaar kreeg omgerekend zo'n 368.500 euro. 
In 2023 slaagde Belg Luca Brecel er in om het wereldkampioenschap te winnen. Hij kroonde zich zo tot eerste winnaar ooit uit het Europese vasteland.

## Locaties

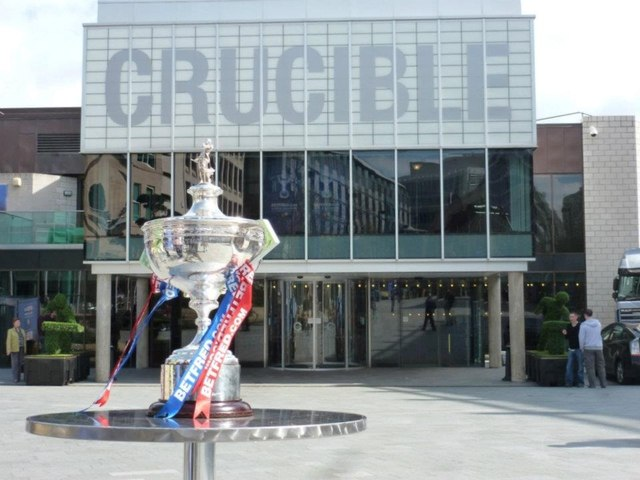
Crucible Theatre, met op de voorgrond de beker van het wereldkampioenschap snooker

Dit is een lijst van de locaties waar het toernooi/de finale werd gespeeld sinds 1969.
| Jaar       | Stad       |
| ---------- | ---------- |
| 1969-1970  | Londen     |
| 1971       | Sydney     |
| 1972       | Birmingham |
| 1973-1974  | Manchester |
| 1975       | Sydney     |
| 1976       | Manchester |
| 1977-heden | Sheffield  |

## Erelijst

### 1927–1968 (pre-Crucibletijdperk)
Hier volgt een lijst met de finales van het wereldkampioenschap in het pre-Crucibletijdperk. Vanaf 1927 tot 1968.
| Seizoen                                     | Winnaar          | Winnaar | Verliezend finalist | Verliezend finalist | Score  |
| ------------------------------------------- | ---------------- | ------- | ------------------- | ------------------- | ------ |
| 1927                                        | Joe Davis        | ENG     | Tom Dennis          | ENG                 | 20–11* |
| 1928                                        | Joe Davis        | ENG     | Fred Lawrence       | ENG                 | 16–13  |
| 1929                                        | Joe Davis        | ENG     | Tom Dennis          | ENG                 | 19–14  |
| 1930                                        | Joe Davis        | ENG     | Tom Dennis          | ENG                 | 25–12  |
| 1931                                        | Joe Davis        | ENG     | Tom Dennis          | ENG                 | 25–21  |
| 1932                                        | Joe Davis        | ENG     | Clark McConachy     | NZL                 | 30–19  |
| 1933                                        | Joe Davis        | ENG     | Willie Smith        | ENG                 | 25–18  |
| 1934                                        | Joe Davis        | ENG     | Tom Newman          | ENG                 | 25–23  |
| 1935                                        | Joe Davis        | ENG     | Willie Smith        | ENG                 | 25–20  |
| 1936                                        | Joe Davis        | ENG     | Horace Lindrum      | AUS                 | 34–27  |
| 1937                                        | Joe Davis        | ENG     | Horace Lindrum      | AUS                 | 32–29  |
| 1938                                        | Joe Davis        | ENG     | Sydney Smith        | ENG                 | 37–24  |
| 1939                                        | Joe Davis        | ENG     | Sydney Smith        | ENG                 | 43–30  |
| 1940                                        | Joe Davis        | ENG     | Fred Davis          | ENG                 | 37–36  |
| 1941–45: geen wereldkampioenschap (WO II)   |                  |         |                     |                     |        |
| 1946                                        | Joe Davis        | ENG     | Horace Lindrum      | AUS                 | 78–67  |
| 1947                                        | Walter Donaldson | SCO     | Fred Davis          | ENG                 | 82–63  |
| 1948                                        | Fred Davis       | ENG     | Walter Donaldson    | SCO                 | 84–61  |
| 1949                                        | Fred Davis       | ENG     | Walter Donaldson    | SCO                 | 80–65  |
| 1950                                        | Walter Donaldson | SCO     | Fred Davis          | ENG                 | 51–46  |
| 1951                                        | Fred Davis       | ENG     | Walter Donaldson    | SCO                 | 58–39  |
| 1952                                        | Horace Lindrum   | AUS     | Clark McConachy     | NZL                 | 94-49  |
| World Matchplay Championship                |                  |         |                     |                     |        |
| 1952                                        | Fred Davis       | ENG     | Walter Donaldson    | SCO                 | 38–35  |
| 1953                                        | Fred Davis       | ENG     | Walter Donaldson    | SCO                 | 37–34  |
| 1954                                        | Fred Davis       | ENG     | Walter Donaldson    | SCO                 | 39–21  |
| 1955                                        | Fred Davis       | ENG     | John Pulman         | ENG                 | 37–34  |
| 1956                                        | Fred Davis       | ENG     | John Pulman         | ENG                 | 38–35  |
| 1957                                        | John Pulman      | ENG     | Jacky Rae           | NIR                 | 39–34  |
| 1958–1963 geen wereldkampioenschap gehouden |                  |         |                     |                     |        |
| challenge matches                           |                  |         |                     |                     |        |
| 1964                                        | John Pulman      | ENG     | Fred Davis          | ENG                 | 19–16  |
| 1964                                        | John Pulman      | ENG     | Rex Williams        | ENG                 | 40–33  |
| 1965                                        | John Pulman      | ENG     | Fred Davis          | ENG                 | 37–36  |
| 1965                                        | John Pulman      | ENG     | Rex Williams        | ENG                 | 25–22  |
| 1965                                        | John Pulman      | ENG     | Fred van Rensburg   | RSA                 | 39–12  |
| 1966                                        | John Pulman      | ENG     | Fred Davis          | ENG                 | 5–2**  |
| 1967 geen wereldkampioenschap gehouden      |                  |         |                     |                     |        |
| 1968                                        | John Pulman      | ENG     | Eddie Charlton      | AUS                 | 39–34  |

* Best of 31, alle frames gespeeld
** wedstrijden.

### 1969–heden (moderne tijdperk)
Hier volgt een lijst met de finales van het wereldkampioenschap in het 'moderne' tijdperk. Vanaf 1969 tot op dit moment.
| Seizoen | Winnaar           | Winnaar | Verliezend finalist | Verliezend finalist | Score |
| ------- | ----------------- | ------- | ------------------- | ------------------- | ----- |
| 1969    | John Spencer      | ENG     | Gary Owen           | WAL                 | 37–24 |
| 1970    | Ray Reardon       | WAL     | John Pulman         | ENG                 | 37–33 |
| 1971    | John Spencer      | ENG     | Warren Simpson      | AUS                 | 37–29 |
| 1972    | Alex Higgins      | NIR     | John Spencer        | ENG                 | 37–32 |
| 1973    | Ray Reardon       | WAL     | Eddie Charlton      | AUS                 | 38–32 |
| 1974    | Ray Reardon       | WAL     | Graham Miles        | ENG                 | 22–12 |
| 1975    | Ray Reardon       | WAL     | Eddie Charlton      | AUS                 | 31–30 |
| 1976    | Ray Reardon       | WAL     | Alex Higgins        | NIR                 | 27–16 |
| 1977    | John Spencer      | ENG     | Cliff Thorburn      | CAN                 | 25–21 |
| 1978    | Ray Reardon       | WAL     | Perrie Mans         | RSA                 | 25–18 |
| 1979    | Terry Griffiths   | WAL     | Dennis Taylor       | NIR                 | 24–16 |
| 1980    | Cliff Thorburn    | CAN     | Alex Higgins        | NIR                 | 18–16 |
| 1981    | Steve Davis       | ENG     | Doug Mountjoy       | WAL                 | 18–12 |
| 1982    | Alex Higgins      | NIR     | Ray Reardon         | WAL                 | 18–15 |
| 1983    | Steve Davis       | ENG     | Cliff Thorburn      | CAN                 | 18–6  |
| 1984    | Steve Davis       | ENG     | Jimmy White         | ENG                 | 18–16 |
| 1985    | Dennis Taylor     | NIR     | Steve Davis         | ENG                 | 18–17 |
| 1986    | Joe Johnson       | ENG     | Steve Davis         | ENG                 | 18–12 |
| 1987    | Steve Davis       | ENG     | Joe Johnson         | ENG                 | 18–14 |
| 1988    | Steve Davis       | ENG     | Terry Griffiths     | WAL                 | 18–11 |
| 1989    | Steve Davis       | ENG     | John Parrott        | ENG                 | 18–3  |
| 1990    | Stephen Hendry    | SCO     | Jimmy White         | ENG                 | 18–12 |
| 1991    | John Parrott      | ENG     | Jimmy White         | ENG                 | 18–11 |
| 1992    | Stephen Hendry    | SCO     | Jimmy White         | ENG                 | 18–14 |
| 1993    | Stephen Hendry    | SCO     | Jimmy White         | ENG                 | 18–5  |
| 1994    | Stephen Hendry    | SCO     | Jimmy White         | ENG                 | 18–17 |
| 1995    | Stephen Hendry    | SCO     | Nigel Bond          | ENG                 | 18–9  |
| 1996    | Stephen Hendry    | SCO     | Peter Ebdon         | ENG                 | 18–12 |
| 1997    | Ken Doherty       | IRL     | Stephen Hendry      | SCO                 | 18–12 |
| 1998    | John Higgins      | SCO     | Ken Doherty         | IRL                 | 18–12 |
| 1999    | Stephen Hendry    | SCO     | Mark Williams       | WAL                 | 18–11 |
| 2000    | Mark Williams     | WAL     | Matthew Stevens     | WAL                 | 18–16 |
| 2001    | Ronnie O'Sullivan | ENG     | John Higgins        | SCO                 | 18–14 |
| 2002    | Peter Ebdon       | ENG     | Stephen Hendry      | SCO                 | 18–17 |
| 2003    | Mark Williams     | WAL     | Ken Doherty         | IRL                 | 18–16 |
| 2004    | Ronnie O'Sullivan | ENG     | Graeme Dott         | SCO                 | 18–8  |
| 2005    | Shaun Murphy      | ENG     | Matthew Stevens     | WAL                 | 18–16 |
| 2006    | Graeme Dott       | SCO     | Peter Ebdon         | ENG                 | 18–14 |
| 2007    | John Higgins      | SCO     | Mark Selby          | ENG                 | 18–13 |
| 2008    | Ronnie O'Sullivan | ENG     | Ali Carter          | ENG                 | 18–8  |
| 2009    | John Higgins      | SCO     | Shaun Murphy        | ENG                 | 18–9  |
| 2010    | Neil Robertson    | AUS     | Graeme Dott         | SCO                 | 18–13 |
| 2011    | John Higgins      | SCO     | Judd Trump          | ENG                 | 18–15 |
| 2012    | Ronnie O'Sullivan | ENG     | Ali Carter          | ENG                 | 18–11 |
| 2013    | Ronnie O'Sullivan | ENG     | Barry Hawkins       | ENG                 | 18–12 |
| 2014    | Mark Selby        | ENG     | Ronnie O'Sullivan   | ENG                 | 18–14 |
| 2015    | Stuart Bingham    | ENG     | Shaun Murphy        | ENG                 | 18–15 |
| 2016    | Mark Selby        | ENG     | Ding Junhui         | CHN                 | 18–14 |
| 2017    | Mark Selby        | ENG     | John Higgins        | SCO                 | 18–15 |
| 2018    | Mark Williams     | WAL     | John Higgins        | SCO                 | 18–16 |
| 2019    | Judd Trump        | ENG     | John Higgins        | SCO                 | 18–9  |
| 2020    | Ronnie O'Sullivan | ENG     | Kyren Wilson        | ENG                 | 18–8  |
| 2021    | Mark Selby        | ENG     | Shaun Murphy        | ENG                 | 18–15 |
| 2022    | Ronnie O'Sullivan | ENG     | Judd Trump          | ENG                 | 18–13 |
| 2023    | Luca Brecel       | BEL     | Mark Selby          | ENG                 | 18–15 |
| 2024    | Kyren Wilson      | ENG     | Jak Jones           | WAL                 | 18–14 |
| 2025    | Zhao Xintong      | CHN     | Mark Williams       | WAL                 | 18–12 |

## Statistieken
Statistieken voor het moderne tijdperk (vanaf 1969).

### Persoonlijke statistieken
| Naam              | Nat. | Winnaar | Runner-up | Laatste 4 | 147 breaks           |
| ----------------- | ---- | ------- | --------- | --------- | -------------------- |
| Stephen Hendry    | SCO  | 7       | 2         | 12        | 3 (1995, 2009, 2012) |
| Ronnie O'Sullivan | ENG  | 7       | 1         | 13        | 3 (1997, 2003, 2008) |
| Steve Davis       | ENG  | 6       | 2         | 11        | 0                    |
| Ray Reardon       | WAL  | 6       | 1         | 10        | 0                    |
| John Higgins      | SCO  | 4       | 4         | 10        | 1 (2020)             |
| Mark Selby        | ENG  | 4       | 2         | 8         | 1 (2023)             |
| John Spencer      | ENG  | 3       | 1         | 6         | 0                    |
| Mark Williams     | WAL  | 3       | 2         | 6         | 1 (2005)             |
| Alex Higgins      | NIR  | 2       | 2         | 7         | 0                    |
| Shaun Murphy      | ENG  | 1       | 3         | 5         | 0                    |
| Cliff Thorburn    | CAN  | 1       | 2         | 6         | 1 (1983)             |
| Peter Ebdon       | ENG  | 1       | 2         | 4         | 0                    |
| Judd Trump        | ENG  | 1       | 2         | 4         | 0                    |
| Ken Doherty       | IRL  | 1       | 2         | 3         | 0                    |
| Graeme Dott       | SCO  | 1       | 2         | 3         | 0                    |
| Dennis Taylor     | NIR  | 1       | 1         | 5         | 0                    |
| Terry Griffiths   | WAL  | 1       | 1         | 3         | 0                    |
| John Parrott      | ENG  | 1       | 1         | 3         | 0                    |
| Kyren Wilson      | ENG  | 1       | 1         | 3         | 1 (2023)             |
| Joe Johnson       | ENG  | 1       | 1         | 2         | 0                    |
| Neil Robertson    | AUS  | 1       | 0         | 3         | 1 (2022)             |
| Stuart Bingham    | ENG  | 1       | 0         | 2         | 0                    |
| Luca Brecel       | BEL  | 1       | 0         | 1         | 0                    |
| Zhao Xintong      | CHN  | 1       | 0         | 0         | 0                    |
| Jimmy White       | ENG  | 0       | 6         | 10        | 1 (1992)             |
| Eddie Charlton    | AUS  | 0       | 2         | 8         | 0                    |
| Matthew Stevens   | WAL  | 0       | 2         | 6         | 0                    |
| Ali Carter        | ENG  | 0       | 2         | 3         | 1 (2008)             |
| Barry Hawkins     | ENG  | 0       | 1         | 5         | 0                    |
| Ding Junhui       | CHN  | 0       | 1         | 3         | 0                    |
| Nigel Bond        | ENG  | 0       | 1         | 2         | 0                    |
| Perrie Mans       | RSA  | 0       | 1         | 2         | 0                    |
| Gary Owen         | WAL  | 0       | 1         | 2         | 0                    |
| John Pulman       | ENG  | 0       | 1         | 2         | 0                    |
| Jak Jones         | WAL  | 0       | 1         | 1         | 0                    |
| Graham Miles      | ENG  | 0       | 1         | 1         | 0                    |
| Doug Mountjoy     | WAL  | 0       | 1         | 1         | 0                    |
| Warren Simpson    | AUS  | 0       | 1         | 1         | 0                    |

### Titels per land
| Plaats | Land          | Titels | Jaren                                                                                          |
| ------ | ------------- | ------ | ---------------------------------------------------------------------------------------------- |
| 1      | Engeland      | 27     | 1969, 1971, 1977, 1981, 1983–84, 1986–89, 1991, 2001–02, 2004–05, 2008, 2012–17, 2019–22, 2024 |
| 2      | Schotland     | 12     | 1990, 1992–96, 1998–99, 2006–07, 2009, 2011                                                    |
| 3      | Wales         | 10     | 1970, 1973–76, 1978–79, 2000, 2003, 2018                                                       |
| 4      | Noord-Ierland | 3      | 1972, 1982, 1985                                                                               |
| 5      | Australië     | 1      | 2010                                                                                           |
| 5      | België        | 1      | 2023                                                                                           |
| 5      | Canada        | 1      | 1980                                                                                           |
| 5      | China         | 1      | 2025                                                                                           |
| 5      | Ierland       | 1      | 1997                                                                                           |

### Eerste deelname per land
| Land          | Jaar | Speler                |
| ------------- | ---- | --------------------- |
| Engeland      | 1927 | 7 spelers             |
| Ierland       | 1927 | Joe Brady             |
| Schotland     | 1927 | Nat Butler            |
| Wales         | 1927 | Tom Carpenter         |
| Nieuw-Zeeland | 1932 | Clark McConachy       |
| Canada        | 1935 | Conrad Stanbury       |
| Australië     | 1936 | Horace Lindrum        |
| Zuid-Afrika   | 1950 | Peter Mans            |
| Noord-Ierland | 1952 | Jackie Rea            |
| Malta         | 1984 | Paul Mifsud           |
| Thailand      | 1992 | James Wattana         |
| Hongkong      | 1999 | Marco Fu              |
| IJsland       | 2000 | Kristján Helgason     |
| China         | 2007 | Ding Junhui           |
| België        | 2012 | Luca Brecel           |
| Finland       | 2014 | Robin Hull            |
| Noorwegen     | 2015 | Kurt Maflin           |
| Cyprus        | 2019 | Michael Georgiou      |
| Zwitserland   | 2020 | Alexander Ursenbacher |
| Iran          | 2022 | Hossein Vafaei        |

1927 ·
1928 ·
1929 ·
1930 ·
1931 ·
1932 ·
1933 ·
1934 ·
1935 ·
1936 ·
1937 ·
1938 ·
1939 ·
1940 ·
1946 ·
1947 ·
1948 ·
1949 ·
1950 ·
1951 ·
1952 ·
1953 ·
1954 ·
1955 ·
1956 ·
1957 ·
1964 ·
1965 ·
1966 ·
1968 ·
1969 ·
1970 ·
1971 ·
1972 ·
1973 ·
1974 ·
1975 ·
1976 ·
1977 ·
1978 ·
1979 ·
1980 ·
1981 ·
1982 ·
1983 ·
1984 ·
1985 ·
1986 ·
1987 ·
1988 ·
1989 ·
1990 ·
1991 ·
1992 ·
1993 ·
1994 ·
1995 ·
1996 ·
1997 ·
1998 ·
1999 ·
2000 ·
2001 ·
2002 ·
2003 ·
2004 ·
2005 ·
2006 ·
2007 ·
2008 ·
2009 ·
2010 ·
2011 ·
2012 ·
2013 ·
2014 ·
2015 ·
2016 ·
2017 ·
2018 ·
2019 ·
2020 ·
2021 ·
2022 ·
2023 ·
2024 ·
2025 ·
2026